# Provincia Çorum
Provincia Çorum este o provincie a Turciei cu o suprafață de 12,820 km², localizată în partea de nord a țării, în  regiunea Mării Negre.